# Chjerimela FC
Chjerimela FC (en georgiano: ჩხერიმელა ხარაგაული) es un equipo de fútbol con sede en Jaragauli, Georgia. El club fue fundado en 1983. El club juega en la Pirveli Liga.